# Tritis
Tritis is een bestuurslaag in het regentschap Jepara van de provincie Midden-Java, Indonesië. Tritis telt 1519 inwoners (volkstelling 2010).